# 信念の勝利
『信念の勝利』（しんねんのしょうり、ドイツ語: Sieg des Glaubens）は、レニ・リーフェンシュタール監督によるナチスのプロパガンダ映画で、1933年9月1日から3日にかけてニュルンベルクで開催された国家社会主義ドイツ労働者党（ナチス）の第5回党大会の模様を捉えたものである。これは、ナチズムによる政権獲得後、最初の党大会であり、特別な趣向が凝らされていた。このため、後に「勝利の党大会 (Parteitag des Sieges)」と称されることになった。
この映画は、1933年12月1日に、ベルリンのウーファ・パラスト・アム・ツォーで封切られた。しかし、1934年6月30日にエルンスト・レームらが粛清された長いナイフの夜以降、レームがアドルフ・ヒトラーと並び立つ姿が映されていた『信念の勝利』は、上映されなくなった。その後この映画は、失われたものと考えられていたが、1986年にコピープリントが発見された。60分にまとめられたこの作品は、リーフェンシュタールが16,000メートルものフィルムから編集したものである。リーフェンシュタールによるナチ党大会の記録映画3部作の最初の作品である。

## 監督レニ・リーフェンシュタール
後に『意志の勝利』や『自由の日! – 我らの国防軍』を監督したレニ・リーフェンシュタールは、1933年の党大会の映画の制作を、ヒトラー自身から直接依頼された。ヒトラーは、リーフェンシュタールの芸術的才能を気に入っていた。党大会の記録映画『信念の勝利』は、単に出来事を伝えるだけの作品ではなく、観る者の感情に訴えかけるプロパガンダとなっている。この、ルポルタージュ映画として制作されたプロパガンダ映画には、情報はより乏しくしか盛り込まれていないが、観る者に示唆を与え、印象を刻むものであり、それはヒトラーとリーフェンシュタールがほぼ同じく目指すところであった。
リーフェンシュタールへの打診は、1933年5月17日に、ヒトラー政権の宣伝相ヨーゼフ・ゲッベルスを通して行なわれた。ゲッベルスの日記には「午後。レニ・リーフェンシュタール。彼女の計画を説明される。こちらからはヒトラーの映画を撮ることを提案。彼女は喜んでいた。」と記されている。しかも、ヒトラーは、リーフェンシュタールに強い印象を受けていた。しかし、彼女にはドキュメンタリー映画の経験はなく、ナチス党員でもなかったことから、この計画は、党内から反発を受けることになった。この時点で、リーフェンシュタールと、それまでナチス党大会の映画を撮り続けてきたアルノルト・レーター (Arnold Raether) との間で衝突が大きくなりつつあった。党の意向は、両者を協力させようとしたが、それは叶わず、ふたりの監督の権力闘争となり、芸術的才能の優るリーフェンシュタールは独断で事を進めた。完成段階のバージョンからはレーターの名は完全に排除された。

## 内容

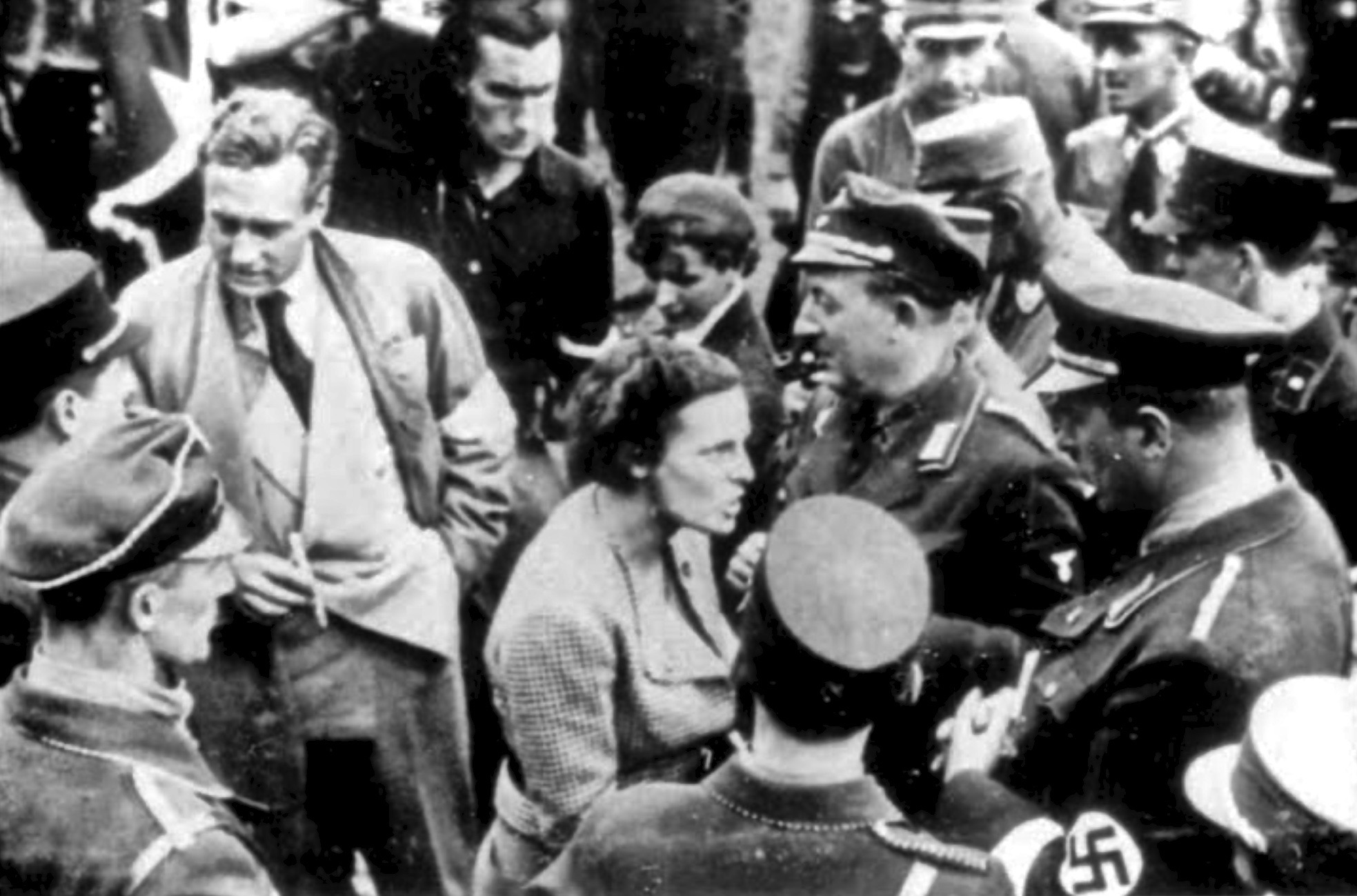
撮影を巡りナチ党幹部と口論するレニ・リーフェンシュタール

『信念の勝利』の撮影は、ゼップ・アルガイアーを最初の撮影カメラマンとして、1933年8月27日から開始され、9月5日に撮影を終えた。リーフェンシュタールは、当時のドキュメンタリー映画では当然のように用いられていた時間の経過に沿った編集を行なわず、効果的に演劇的構成をとった。
リーフェンシュタールは、この映画を8つの主題ごとのブロックに分けた。
1. 大会前のニュルンベルクの朝
2. 空港に到着するヒトラー
3. 市役所での歓迎
4. ルイトポルト・ハレ (Luitpold-Halle) における開会式
5. ツェッペリンフェルト (ツェッペリン飛行船の離着陸場) における党員たち (Amtswalter) の整列
6. スタジアムにおけるヒトラーユーゲントの行進
7. マルクトプラッツ (Marktplatz) における党幹部のパレード - オープンカーに乗るヒトラーとレーム
8. 死者の追悼儀式、突撃隊 (SA)、親衛隊 (SS)、鉄兜団の整列

『信念の勝利』において、リーフェンシュタールはドキュメンタリー映画の新しい芸術を生み出した。この映画はドキュメンタリー映画として有名になったが、当時31歳だったリーフェンシュタールは、出来事を誇張することを狙って独特な方法をとっていた。例えば、5番目の主題ブロックにおいて、飛行船グラーフ・ツェッペリンが映像の中で支配的存在として描かれるように、この作品には壮大さの表現が溢れている。カメラマン、ゼップ・アルガイアーとの共同作業により、リーフェンシュタールは、それまでにない撮影の視角や技法を諸々試みた。ヒトラーと親しかったリーフェンシュタールは、極めて例外的な特権を与えられ、この独裁者のクローズアップを映画のスクリーンに投映した。ヒトラーは演説中の姿を撮影させただけでなく、党幹部たちと話していたり、パレードを眺めている遠景の姿も見せている。こうしたショットによって、親しみやすい印象を効果的に生み出した。
映画の編集にあたって、リーフェンシュタールは、提示する映像にリズムが生まれるよう、素早い映像の切り替えを行なった。また、一般的なドキュメンタリー映画と異なるもうひとつの特徴としては、ナレーションが付けられていないことが挙げられる。映画の中で聞こえるのは、もっぱら党大会の実況音である。これに、作曲家ヘルベルト・ヴィントによる、ワーグナーを思わせるように響く映画音楽が、ナチスの党歌も交えながら、加えられている。この行事の目的は、ナチスの自己顕示であり、それを見せつける対象はニュルンベルクの会場に臨席した観衆たちだけではなく、映画を通してこれに接するドイツ全土の国民であった。リーフェンシュタールが映画の中で常々強調している大観衆の熱狂ぶりは、『信念の勝利』がナチスのプロパガンダとして大いに貢献するものであったことを示している。

## 影響
リーフェンシュタールは、『信念の勝利』について、これが不完全な作品であり、凡庸な映画であると常々述べていた。翌年の『意志の勝利』と比較すると、この党大会記録映画三部作の第一作に捉えられたヒトラーは、カリスマ的な総統としての姿がかなり見劣りする。この映画は、この時点におけるナチスの力を、まだ完全には表現できていなかった。ヒトラーはまだ独裁者ではなく、しばしば、ルドルフ・ヘスやエルンスト・レームといった党幹部と並び立つ姿で映し出されている。宣伝相ヨーゼフ・ゲッベルスは、この映画の影響力について、「この作品は、党が国家へと移行する姿を記録したものだ」と総括していた (Kinkel 2002, 59)。また、この映画には、ブレたり、ボケたりした、不具合を含んだ映像もいろいろ含まれていた。同時代のドイツの批評家たちは、この作品を、プロパガンダ映画として成功したものと見ていた。
『信念の勝利』は、ドイツの全国民に向けて制作された最初の党大会映画であった。新聞各紙は、ドイツ国民全員がこの映画を見るべきであると書き立てた。普及を進めるため、この映画はしばしば割引料金や、ときには無料でも、公開された。学校の学級全体が映画館に連れ出され、若者たちもこのプロパガンダ作品に接した。1933年12月2日には、ゲッベルスが、『信念の勝利』を上映している時間帯には、党の行事を行わないよう命じる通達を出した。ドイツ国民のうち2,000万人ほどが、この党大会記録映画三部作の第一作を見たものと推定される。『信念の勝利』によって、リーフェンシュタールは、第三帝国に忠実なプロパガンダ映画制作者となった。